# Эшвейлер (Люксембург)
Эшвейлер (люкс. Eschweiler, фр. Eschweiler) — коммуна в Люксембурге, располагается в округе Дикирх. Коммуна Эшвейлер (Люксембург) является частью кантона Вильц. В коммуне находится одноимённый населённый пункт.
Население составляет 847 человек (на 2008 год), в коммуне располагаются 302 домашних хозяйств. Занимает площадь 19,88 км² (по занимаемой площади 57 место из 116 коммун). Наивысшая точка коммуны над уровнем моря составляет 518 м. (18 место из 116 коммун), наименьшая — 296 м. (101 место из 116 коммун).

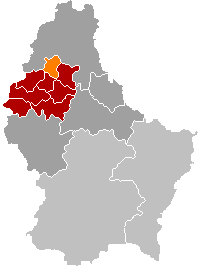
Оранжевый цвет — коммуна Эшвейлер (Люксембург), красный — кантон Вильц.